# Wolfgang Caspary
Wolfgang F. Caspary (* 8. April 1940 in Frankfurt am Main; † 3. August 2015)  war ein deutscher Mediziner (Innere Medizin) und Hochschullehrer an der Johann-Wolfgang-Goethe-Universität Frankfurt am Main.

## Leben
Caspary studierte Medizin und Zahnmedizin in Freiburg (Staatsexamen 1965), München und Wien und promovierte 1966 bei Ludwig Heilmeyer in Freiburg (Dissertation über Beeinflussung der intestinalen Eisenresorption durch Desferrioxamin). Anschließend war er 1967 bis 1969 für die klinische Ausbildung (Internship, Fellowship) in den USA und ab 1968 als Research Fellow in intestinaler Physiologie bei Robert K. Crane an der Rutgers University in New Brunswick und danach wissenschaftlicher Mitarbeiter bei Werner Creutzfeldt am Universitätsklinikum Göttingen, wo er seine Facharztausbildung (Internist, Gastroenterologe, 1973 Facharzt für innere Medizin, 1976 Facharzt für Gastroenterologie) fortsetzte und sich 1974 habilitierte. Im selben Jahr wurde er Oberarzt. 1979 bis 1986 war er Chefarzt der Medizinischen Klinik II im Stadtkrankenhaus Hanau (eine Ernennung zum C3-Professor in Göttingen schlug er deshalb 1980 aus). 1987 bis 2006 war er Direktor der Medizinischen Klinik II und später der Medizinischen Klinik I  (Gastroenterologie, Endokrinologie, Pneumologie) des Universitätsklinikums Frankfurt und hatte den Lehrstuhl für Innere Medizin und Gastroenterologie als Nachfolger von Meinhard Classen. Außerdem war er 2000 bis 2006 geschäftsführender Direktor des Zentrums für Innere Medizin.

## Werk
Er war fünfzehn Jahre lang Herausgeber der Zeitschrift für Gastroenterologie. 1993 war er Präsident der Deutschen Gesellschaft für Verdauungs- und Stoffwechselkrankheiten (DGVS) und war deren Ehrenmitglied, 1997 Präsident der Mitteldeutschen Gesellschaft für Gastroenterologie und 1988 bis 2006 Vorsitzender der Rhein-Main AG für Gastroenterologie. Ab 1992 war er fast zwanzig Jahre Vorsitzender des ärztlichen Beirats der Deutschen Zöliakiegesellschaft (DZG). Caspary war Ehrenmitglied der Tschechischen Gastroenterologen. Er wies als erster die Kohlenhydratresorptionshemmung bei Acarbose beim Menschen nach.
Caspary forschte über Zöliakie und chronisch-entzündliche Darmerkrankungen (Morbus Crohn, Colitis ulcerosa), den Einsatz stabiler Isotope bei der Diagnostik von Darm - und Leberkrankheiten  (zum Beispiel 13C-Atemtests) und Funktionsdiagnostik bei Leber und Darm (Durchsetzung der Wasserstoffatemtests in Deutschland mit Bernhard Lembcke), Malabsorption, Beeinflussung der Resorption im Darm durch Pharmaka, Resorptionsverzögerung als Prinzip der Therapie, intestinale Permeabilität und Mechanismen von Diarrhoe.
Er war Mitarbeiter in Band 3, Teil 3 (Dünndarm) der fünften Auflage des Handbuchs der inneren Medizin.
1977 erhielt er den Thannhauser-Preis der DGVS für Arbeiten über enteralen Hyperoxalurie.
1996 verfasste er mit anderen die Leitlinie der DGVS zu Helicobacter pylori.

## Schriften
- Sucrose malabsorption in man after ingestion of {\displaystyle \alpha }-Glucosidehydrolase inhibitor, Lancet, 1, 1978, S. 1231–1233
- Herausgeber mit J. Mössner, J. Stein: Therapie gastroenterologischer Krankheiten, Springer-Verlag, Berlin, 2005
- Herausgeber mit J. Stein: Darmkrankheiten, Springer-Verlag, Berlin, 1999
- Herausgeber mit U. Leuschner, S. Zeuzem: Leber- und Gallekrankheiten, 2. Auflage, Springer-Verlag, Berlin 2001
- Herausgeber mit S. Sahm: Gastroenterologische Onkologie, 2. Auflage, Schattauer-Verlag, Stuttgart, 2005
- Herausgeber mit M. Kist, J. Stein: Infektiologie des Gastrointestinaltraktes, Springer-Verlag, Berlin, 2006